# Żmigród
Żmigród é um município da Polônia, na voivodia da Baixa Silésia e no condado de Trzebnica. Estende-se por uma área de 9,49 km², com 6 477 habitantes, segundo os censos de 2016, com uma densidade de 682,5 hab/km².